# قداد منغولي
قداد منغولي أو همستر منغولي (الاسم العلمي:Allocricetulus curtatus) هو نوع من الحيوانات يتبع جنس قداد وسط آسيا من فصيلة الفأرية.